# Cotinguiba Esporte Clube
El Cotinguiba Esporte Clube es un equipo de fútbol de Brasil que juega en el Campeonato Sergipano Serie A2, la segunda división del estado de Sergipe. En 1918 fue uno de los equipos fundadores del Campeonato Sergipano, la primera división estatal.

## Historia
Fue fundado el 10 de octubre de 1909 en el municipio de Aracaju, la capital del estado de Sergipe como un club originalmente de remo por un grupo de intelectuales, políticos y deportistas locales como un equipo elitista al ser el deporte más practicado en Brasil en esos años, pero que con el tiempo incluyeron las secciones de baloncesto, fútbol, fútbol sala, fútbol de mesa, natación, encuestre y voleibol, es de los pocos equipos centenarios de Brasil que continúan en actividad y es el club deportivo más viejo del estado de Sergipe.
En 1918 fue uno de los cuatro equipos fundadores del Campeonato Sergipano, la primera división nacional, siendo también el ganador de las dos primeras temporadas del campeonato estatal y campeón de tres de las primeras cuatro, además de ganar el Torneo Inicio en tres ocasiones en ese periodo.
En las siguientes tres décadas el club tuvo participaciones intermitentes dentro del Campeonato Sergipano, aunque logró ser campeón estatal en otras tres ocasiones entre los años 1930 y años 1950, y tres ediciones del Torneo Inicio; con lo que fueron uno de los equipos más importantes del estado de Sergipe durante el periodo aficionado de la liga, además de ser el primer equipo campeón del estado de Sergipe en baloncesto, remo, voleibol, encuestre y natación, todo un equipo pionero dentro del estado.
Luego de que el Campeonato Sergipano se vuelve profesional el club pierde fuerza, incluso llega a descender del Campeonato Sergipano por primera vez en 1984 y no han vuelto a la primera división nacional desde 1996.

## Rivalidades
Su principal rival es el CS Sergipe, la cual inició el 17 de octubre de 1909 cuando su rival fue fundado por un desacuerdo entre los socios del Cotinguiba Esporte Clube crean do la rivalidad primero en remo y más tarde en fútbol, y el clásico es conocido como Clásico Vovo-Sergipano teniendo su primer partido oficial en 1918 por el Campeonato Sergipano.
El club también cuenta con otras rivalidades menores con el Associação Desportiva Confiança, el Vasco Esporte Clube, ambos de la capital, y también con la Associação Olímpica de Itabaiana.

## Palmarés

### Estatal
- Campeonato Sergipano: 6

1918, 1920, 1923, 1936, 1942, 1952
- Torneo Inicio Sergipano: 6

1920, 1928, 1929, 1933, 1934, 1948
- Campeonato Sergipano Serie A2: 1

1993

### Municipal
- Campeonato de Aracaju: 1

1957